# Alfons XII.

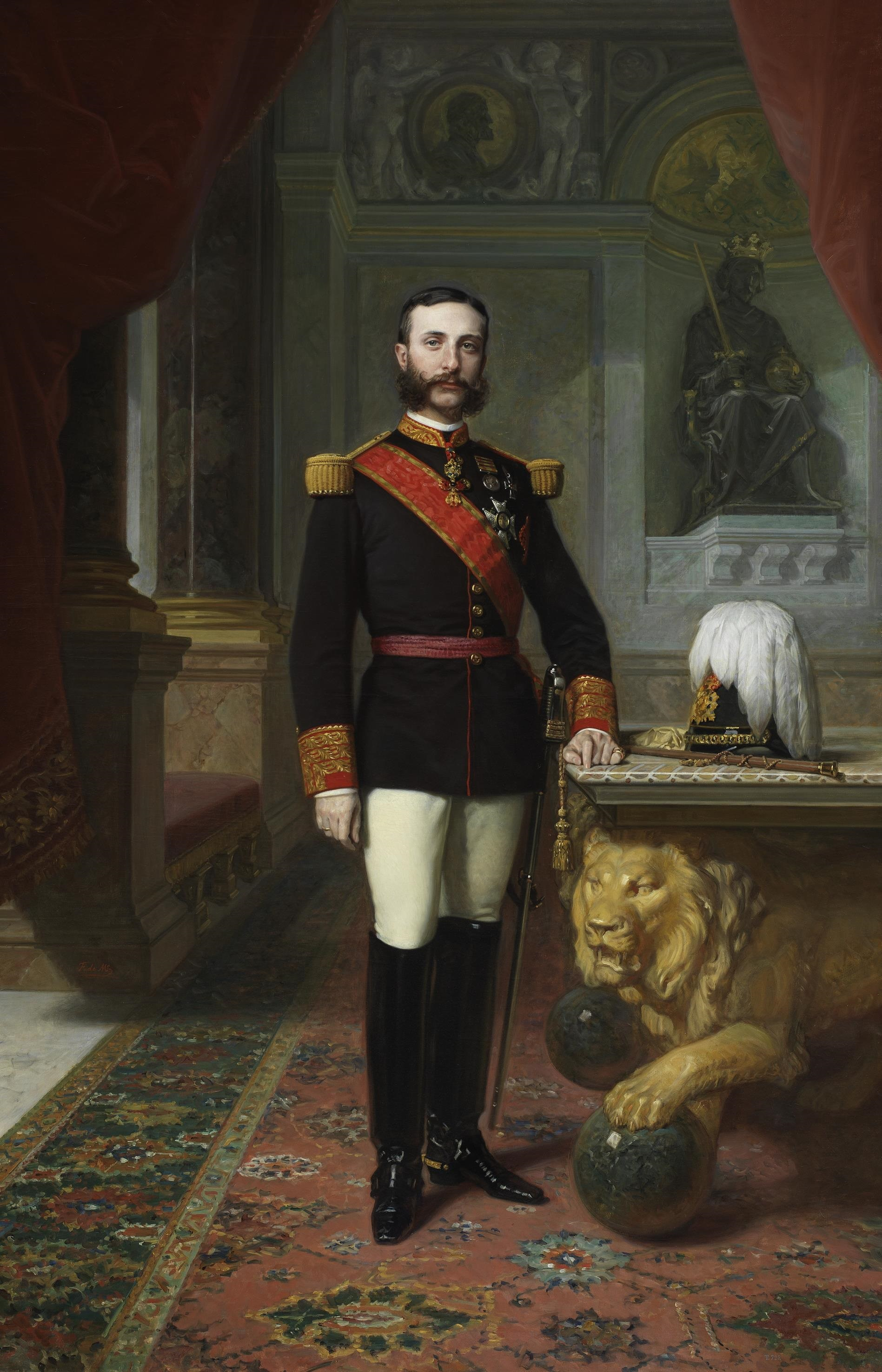
Alfons XII. von Spanien

Alfons XII. (* 28. November 1857 in Madrid; † 25. November 1885 ebenda) war vom 30. Dezember 1874 bis zu seinem Tod König von Spanien. Sein vollständiger Name war Alfonso Francisco de Asís Fernando Pío Juan María de la Concepción Gregorio Pelayo de Borbón y Borbón.

## Leben

### Kindheit und Jugend

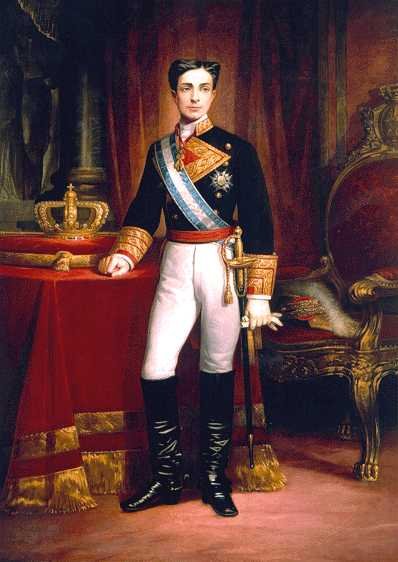
Alfons XII. von Spanien

Alfons XII. wurde 1857 in Madrid als viertes von neun Kindern der Königin Isabella II. von Spanien geboren. Als sein Vater gilt offiziell deren Ehemann und Cousin Francisco de Asís de Borbón. An der Vaterschaft bestehen allerdings Zweifel, da die Ehe Isabellas mit Francisco von Anfang an distanziert und bald schon zerrüttet gewesen war und die Eheleute meist getrennt lebten. Francisco war kränklich, galt wahlweise als zeugungsunfähig oder homosexuell. Isabella scheute sich nie, sich öffentlich mit ihren jeweils wechselnden Liebhabern zu zeigen, sie bevorzugte gutaussehende junge Offiziere und Höflinge, die von ihrer Beziehung mit der Königin finanziell profitierten. Obwohl es keine eindeutigen Beweise gibt, wurde zu ihren Lebzeiten von Anfang an vermutet, dass alle ihre neun Kinder tatsächlich als „Kuckuckskinder“ von ihren Liebhabern abstammten. Als biologischer Vater Alfons XII. wird gelegentlich Enrique Puigmoltó y Mayans, ein Hauptmann der Leibgarde, vermutet, was die Karlisten als Propagandawaffe einsetzten, wie diese auch behaupteten, Francisco de Asís’ Vater Francisco de Paula de Borbón entstamme bereits einem außerehelichen Seitensprung, er selbst sei daher schon illegitimer Herkunft gewesen.
Als Folge der Septemberrevolution von 1868 ging Alfons, im Alter von zehn Jahren, mit seinen Eltern nach Paris ins Exil. Am 25. Juni 1870 dankte seine Mutter zu seinen Gunsten ab.
In Paris besuchte er das Collège Stanislas. Nach der Schlacht von Sedan am 1. September 1870 und dem Einmarsch deutscher Truppen nach Paris flüchtete die Königsfamilie in die Schweiz und ließ sich vorübergehend in Genf nieder. Von da aus ging Alfons nach Wien, um dort das Öffentliche Gymnasium der Stiftung Theresianische Akademie zu besuchen. Dort hielt er sich drei Jahre lang auf. An offiziellen Veranstaltungen und am Leben des Kaiserhofs nahm er nicht teil. Im Sommer 1874 trat Alfons in die britische Militärakademie Sandhurst ein. Er war damit der erste spanische Thronfolger, der eine systematische Ausbildung im Ausland und in öffentlichen Ausbildungsstätten erhielt. Seine Ausbildung wurde besonders durch den ehemaligen Minister und späteren Ministerpräsidenten Antonio Cánovas del Castillo gefördert, der sich bereits im Oktober 1870 bei der Wahl eines neuen Königs für Alfons einsetzte. Bei dieser Wahl hatte Alfons zwei der 334 Stimmen erhalten.

### Regierungszeit

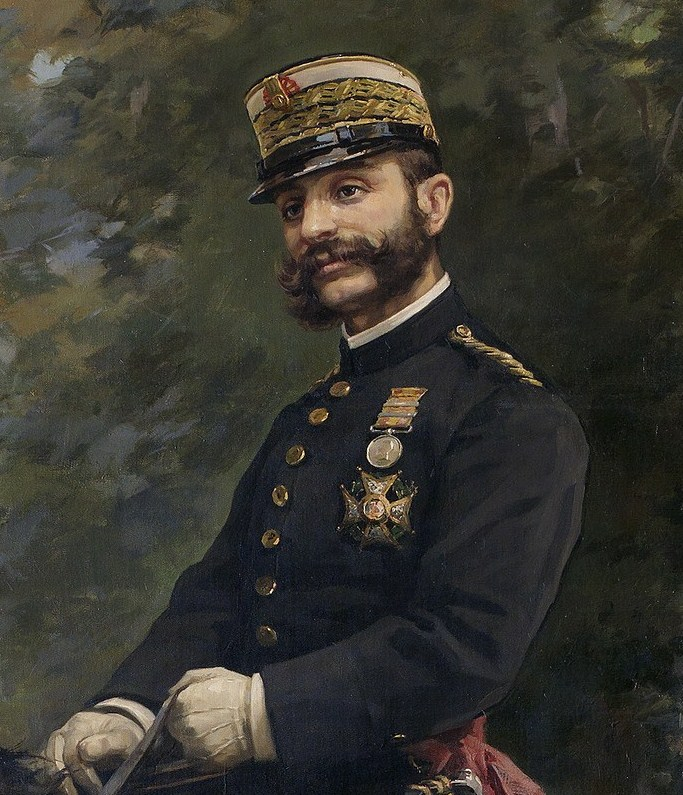
Alfons XII. von Spanien

Als erste öffentliche Stellungnahme des späteren Königs gilt das „Manifest von Sandhurst“. In diesem Manifest, das als ein Dank für die Glückwünsche zu seinem 17. Geburtstag veröffentlicht wurde und vermutlich weitgehend von Antonio Cánovas del Castillo beeinflusst war, bekräftigte Alfons, dass er sich nach der Annahme der Krone als guter Katholik verhalten, aber auch ein liberaler Monarch sein werde.
Ziel Canovas war es, die Monarchie durch einen Beschluss der Cortes wiederherzustellen und Alfons durch eine Aufforderung der Cortes zum König berufen zu lassen. Dieser Vorgehensweise kam im Dezember 1874 ein Pronunciamiento des Generals Arsenio Martínez-Campos zuvor, der sich für die Wiedereinführung der Monarchie und Alfons als König aussprach.
Martínez-Campos rief in Sagunt nahe Valencia Alfons zum König aus. Das Pronunciamiento fand ausreichend Zustimmung. Dies veranlasste den seit nahezu einem Jahr quasi diktatorisch regierenden Präsidenten der Republik Francisco Serrano Domínguez, die Regierungsgewalt dem von Martínez-Campos vorgeschlagenen Antonio Cánovas del Castillo zu überlassen. Alfons erreichte Madrid am 14. Januar 1875. Fünf Tage später setzte er sich offiziell (er war 17 Jahre alt und hatte über seine Ausbildung in Sandhurst hinaus keinerlei praktische militärische Erfahrung oder Kenntnisse in Bezug auf die Möglichkeiten der spanischen Armee) an die Spitze des Heeres, um im Rahmen des 3. Karlistenkrieges gegen seinen Vetter, der unter dem Namen Karl VII. die spanische Krone beanspruchte, zu kämpfen. Alfons nahm an den letzten Kriegshandlungen 1876 persönlich teil. Im März 1876 kehrte er als Sieger nach Madrid zurück; Don Carlos (Karl VII.) ging geschlagen ins Exil nach Frankreich.
Die Beendigung der Karlistenkriege war die erste bedeutende Leistung der neuen Monarchie. Im Januar 1876 wurden nach den Vorschriften von 1869 die verfassunggebenden Cortes gewählt. Antonio Cánovas del Castillo, der seit Ende Dezember 1874 de facto das Amt des Ministerpräsidenten ausübte und von Alfons offiziell in dieses Amt berufen wurde, legte den Cortes einen Verfassungsentwurf vor, der im Juni 1876 von diesen beschlossen wurde. Im Februar 1878 trat der Vertrag von Zanjón in Kraft, durch den zumindest eine Pause in den kriegerischen Auseinandersetzungen in Kuba erreicht wurde.
Von hohem Wert für das Ansehen des Königs in der spanischen Bevölkerung war eine Reise, die er 1883 durch die Staaten Mitteleuropas unternahm. Im Streit mit dem Deutschen Reich um die Karolineninseln 1885 nutzte König Alfons seine persönlichen Beziehungen zu Kaiser Wilhelm I., um eine friedliche Lösung zu erreichen. Die Auseinandersetzung wurde auf Vorschlag Bismarcks durch einen Schiedsspruch des Papstes Leo XIII. beigelegt.
Das „Restaurationssystem“, das sich während der Regierungszeit König Alfons’ in Spanien etablierte, basierte darauf, alle politischen Richtungen mit Ausnahme der Karlisten und der Republikaner an der Macht zu beteiligen. Ein friedlicher Wechsel (turno de los partidos) in der Ausübung der Macht zwischen den Konservativen und den Liberalen wurde durch Absprachen zwischen den Parteien und systematische Wahlfälschung erreicht.

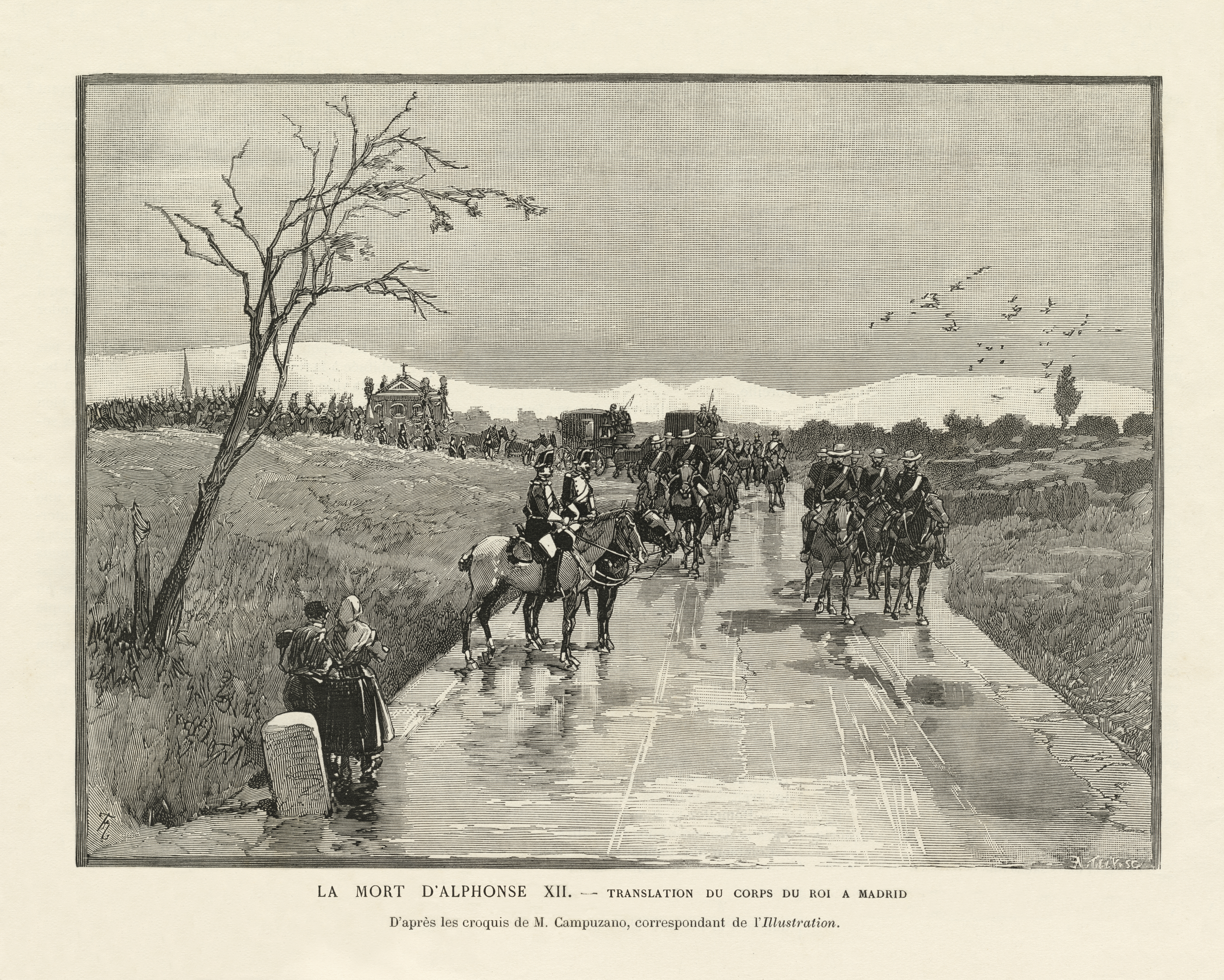
Beerdigung Alfons XII.

Am 25. November 1885 starb König Alfons XII. im königlichen Palast El Pardo an Tuberkulose und wurde im Pantheon der Könige des Klosters El Escorial bestattet. Seine Frau Maria Christina von Österreich übernahm die Regentschaft. Sein Sohn Alfons XIII. wurde am 17. Mai 1886 geboren.

## Familie

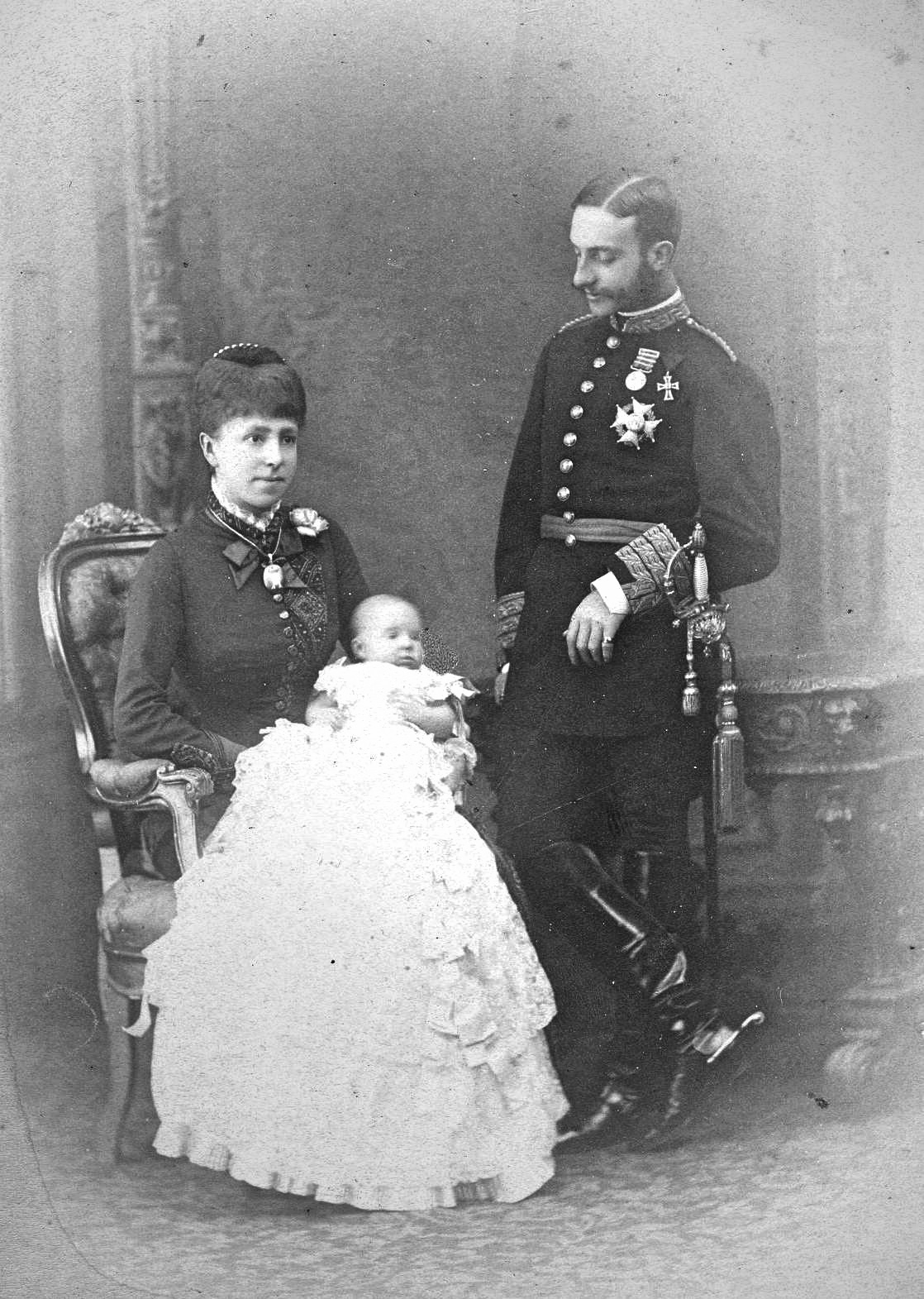
Alfons und Maria mit ihrer ältesten Tochter (1880)

Am 23. Januar 1878 heiratete er in erster Ehe Maria de las Mercedes d’Orléans-Montpensier, die Tochter des Herzogs von Montpensier und der Maria Luisa von Spanien. Sie starb am 26. Juni 1878 an Typhus, woraufhin Alfons am 29. November 1879 die Erzherzogin Maria Christina von Österreich, eine Cousine des Kaisers von Österreich, heiratete. Zusammen hatten sie drei Kinder:
- María de las Mercedes de Borbón (* 14. September 1880; † 17. Oktober 1904) ⚭ Carlos Maria de Bourbon (1870–1949)
- María Teresa (* 12. November 1882; † 23. September 1912) ⚭ Ferdinand Maria von Bayern (1884–1958)
- Alfons XIII. (* 17. Mai 1886; † 28. Februar 1941) ⚭ Victoria Eugénie von Battenberg

Alfons XII. hatte zudem zwei illegitime Söhne mit der Opernsängerin Elena Armanda Sanz Martínez de Arizala, Alfonso und Fernand Sanz. Fernand Sanz errang bei den Olympischen Spielen 1900 in Paris eine Silbermedaille im Radsport.

## Vorfahren
| Ahnentafel                                | Ahnentafel                                                                               | Ahnentafel                                                                               | Ahnentafel                                                                                     | Ahnentafel                                                                               | Ahnentafel                                                                                      | Ahnentafel                                                                                      | Ahnentafel                                                                                      | Ahnentafel                                                                                      |
| ----------------------------------------- | ---------------------------------------------------------------------------------------- | ---------------------------------------------------------------------------------------- | ---------------------------------------------------------------------------------------------- | ---------------------------------------------------------------------------------------- | ----------------------------------------------------------------------------------------------- | ----------------------------------------------------------------------------------------------- | ----------------------------------------------------------------------------------------------- | ----------------------------------------------------------------------------------------------- |
| Ururgroßeltern                            | Karl III. König von Spanien (1716–1788) ⚭ Maria Amalia von Sachsen (1724–1760)           | Philipp Herzog von Parma (1720–1765) ⚭ Marie Louise Élisabeth de Bourbon (1727–1759)     | Ferdinand I. König von Neapel-Sizilien (1751–1825) ⚭ Maria Karolina von Österreich (1752–1814) | Karl IV. König von Spanien (1748–1819) ⚭ Maria Luise von Bourbon-Parma (1751–1819)       | Karl III. König von Spanien (1716–1788) ⚭ Maria Amalia von Sachsen (1724–1760)                  | Philipp Herzog von Parma (1720–1765) ⚭ Marie Louise Élisabeth de Bourbon (1727–1759)            | Ferdinand I. König von Neapel-Sizilien (1751–1825) ⚭ Maria Karolina von Österreich (1752–1814)  | Karl IV. König von Spanien (1748–1819) ⚭ Maria Luise von Bourbon-Parma (1751–1819)              |
| Urgroßeltern                              | Karl IV., König von Spanien (1748–1819) ⚭ Maria Luise von Bourbon-Parma (1751–1819)      | Karl IV., König von Spanien (1748–1819) ⚭ Maria Luise von Bourbon-Parma (1751–1819)      | Franz I., König von Neapel-Sizilien (1777–1830) ⚭ Maria Isabel von Spanien (1789–1848)         | Franz I., König von Neapel-Sizilien (1777–1830) ⚭ Maria Isabel von Spanien (1789–1848)   | Karl IV., König von Spanien (1748–1819) ⚭ Maria Luise von Bourbon-Parma (1751–1819)             | Karl IV., König von Spanien (1748–1819) ⚭ Maria Luise von Bourbon-Parma (1751–1819)             | Franz I., König von Neapel-Sizilien (1777–1830) ⚭ Maria Isabel von Spanien (1789–1848)          | Franz I., König von Neapel-Sizilien (1777–1830) ⚭ Maria Isabel von Spanien (1789–1848)          |
| Großeltern                                | Francisco de Paula de Borbón (1794–1865) ⚭ Luisa Carlota von Neapel-Sizilien (1804–1844) | Francisco de Paula de Borbón (1794–1865) ⚭ Luisa Carlota von Neapel-Sizilien (1804–1844) | Francisco de Paula de Borbón (1794–1865) ⚭ Luisa Carlota von Neapel-Sizilien (1804–1844)       | Francisco de Paula de Borbón (1794–1865) ⚭ Luisa Carlota von Neapel-Sizilien (1804–1844) | Ferdinand VII., König von Spanien (1784–1833) ⚭ Maria Christina von Neapel-Sizilien (1806–1878) | Ferdinand VII., König von Spanien (1784–1833) ⚭ Maria Christina von Neapel-Sizilien (1806–1878) | Ferdinand VII., König von Spanien (1784–1833) ⚭ Maria Christina von Neapel-Sizilien (1806–1878) | Ferdinand VII., König von Spanien (1784–1833) ⚭ Maria Christina von Neapel-Sizilien (1806–1878) |
| Eltern                                    | Francisco de Asís de Borbón (1822–1902) ⚭ Isabella II., Königin von Spanien (1830–1904)  | Francisco de Asís de Borbón (1822–1902) ⚭ Isabella II., Königin von Spanien (1830–1904)  | Francisco de Asís de Borbón (1822–1902) ⚭ Isabella II., Königin von Spanien (1830–1904)        | Francisco de Asís de Borbón (1822–1902) ⚭ Isabella II., Königin von Spanien (1830–1904)  | Francisco de Asís de Borbón (1822–1902) ⚭ Isabella II., Königin von Spanien (1830–1904)         | Francisco de Asís de Borbón (1822–1902) ⚭ Isabella II., Königin von Spanien (1830–1904)         | Francisco de Asís de Borbón (1822–1902) ⚭ Isabella II., Königin von Spanien (1830–1904)         | Francisco de Asís de Borbón (1822–1902) ⚭ Isabella II., Königin von Spanien (1830–1904)         |
| Alfons XII. König von Spanien (1857–1885) |                                                                                          |                                                                                          |                                                                                                |                                                                                          |                                                                                                 |                                                                                                 |                                                                                                 |                                                                                                 |

Das Problem des Ahnenverlustes, das die Ahnentafel zeigt, besteht bei Alfons XII. möglicherweise nur in der Theorie, insofern als diskutiert wird, ob Francisco de Asís de Borbón überhaupt der Vater von Alfons war. Schon allein mütterlicherseits ist jedoch ebenfalls ein signifikanter Ahnenschwund zu verzeichnen: Über seine Söhne Karl IV. und Ferdinand I. ist beispielsweise das Paar Karl III. von Spanien und seine Gattin Maria Amalia von Sachsen innerhalb der ersten Generationen dreimal in der Vorfahrenliste von Alfons’ Mutter präsent.